# Pseudochromis pesi
Pseudochromis pesi là một loài cá thuộc họ Pseudochromidae. Nó được tìm thấy ở Ai Cập, Jordan, và Ả Rập Xê Út.